# نخست‌وزیر بلژیک
نخست‌وزیر بلژیک (هلندی: Eerste minister van België) رئیس دولت فدرال بلژیک و قدرتمندترین فرد در سیاست بلژیک است. اگرچه رهبران دولت (به فرانسوی: Chefs de Cabinet) از زمان استقلال کشور منصوب شده بودند، اما تا سال ۱۹۱۸، پادشاه بلژیک اغلب ریاست شورای وزیران را بر عهده داشت، بنابراین دورهٔ مدرن «نخست‌وزیری» پس از جنگ جهانی اول با لئون دلاکروا آغاز شد. اهمیت سیاسی شاه در طول زمان کاهش یافته‌است، درحالی‌که جایگاه نخست‌وزیری به تدریج اهمیت بیشتری پیدا کرده‌است. الکساندر دی کرو، یکی از اعضای لیبرال‌ها و دموکرات‌های فلاندرز باز و پسر سیاستمدار برجسته، هرمان، در ۱ اکتبر ۲۰۲۰ به‌عنوان نخست‌وزیر جدید منصوب شد. او جانشین سوفی ویلمس شد.

## تاریخچه
از زمان انقلاب بلژیک در سال ۱۸۳۰، دولت‌هایی با نام وزیری که دولت را تشکیل می‌داد، تعیین می‌شد، اما این سمت وضعیت خاصی نداشت. در اصل، از سال ۱۸۳۱، پادشاه بلژیک ریاست شورای وزیران را بر عهده داشت، اما زمانی که وی غایب بود، ریاست کابینه بر عهدهٔ وزیر ارشد (رئیس کابینه) که معمولاً مسن‌ترین یا بانفوذترین وزیر بود. این سمت به تدریج برجسته‌تر شد و وزیر با این عنوان به زودی صلاحیت‌هایی اضافی را به‌دست‌آورد تا پیشنهادهای خود را در این راستا به پادشاه ارائه دهد. با گسترش حق رأی پس از جنگ جهانی اول، احزاب سیاسی بیشتری شروع به کسب کرسی در پارلمان کردند - به ویژه حزب سوسیالیست بلژیک - و این امر دستیابی به اکثریت مطلق در پارلمان را غیرممکن کرد. از آن زمان به بعد، دولت‌های ائتلافی ضرورتاً تشکیل شدند که کار تشکیل دولت توسط تشکیل‌دهندهٔ منصوب را دشوارتر کرده‌است. از آنجایی که وزرای دولت در حال حاضر نمایندهٔ احزاب مختلف سیاسی هستند، نیاز به شخصی برای هماهنگی امور وزرای مختلف وجود داشت. اکنون نخست‌وزیر به‌عنوان رئیس واقعی دولت مطرح شده و این‌گونه بود که دفتر نخست‌وزیری به‌وجود آمد. به تدریج، رئیس کابینه در نیمهٔ اول قرن بیستم اغلب جایگزین پادشاه شد و به این ترتیب در داخل دولت اهمیت یافت. از آنجایی که قانون اساسی بلژیک پادشاه را ملزم می‌کند که از طریق وزرا از اختیارات خود استفاده کند، نخست‌وزیر به عنوان مهم‌ترین شخصیت سیاسی و بالفعل رئیس اجرایی کشور در نظر گرفته می‌شود. با این وجود، او به عنوان یکی از اعضای کابینه ریاست یک وزارتخانه را بر عهده دارد. عنوان نخست‌وزیر یا برای اولین بار در سال ۱۹۱۸ در اسناد رسمی استفاده شد مع الوصف تنها در سال ۱۹۷۰ این عنوان در قانون اساسی بلژیک با اولین اصلاحات دولتی گنجانده شد.

## کارکرد
علاوه بر هماهنگی سیاست‌های دولت، نخست‌وزیر مسئولیت اجرای درست توافقنامهٔ ائتلاف را نیز بر عهده دارد. او همچنین ریاست جلسات هیئت وزیران را بر عهده دارد و تضاد صلاحیت‌های بین وزرا را مدیریت می‌کند. علاوه بر این، نخست‌وزیر دولت را هم در داخل و هم در خارج از کشور نمایندگی می‌کند. این نخست‌وزیر است که با پادشاه ارتباط برقرار می‌کند و بیانیه سیاست دولت را در پارلمان ارائه می‌کند. او همچنین می‌تواند از مجلس درخواست رای اعتماد کند که حتی در صورت رای عدم اعتماد، می‌تواند به استعفای دولت منجر شود. جز در صورتی که نخست‌وزیر به دلیل یک موضوع شخصی استعفا می‌دهد، با استعفای او کل دولت استعفا می‌دهد. نخست‌وزیر همچنین نماینده بلژیک در سازمان‌های مختلف بین‌المللی در کنار وزیر امور خارجه است. با توجه به اصلاحات ایالتی، نخست‌وزیر تعدادی وظایف اضافی از جمله کنترل روابط بین مناطق و جوامع مختلف کشور و ریاست کمیته مشورتی متشکل از نمایندگان دولتی همه نهادهای فدرال را به عهده گرفت. .
انتظار می‌رود، اگرچه لازم نیست، نخست‌وزیر به دو زبان فرانسوی و هلندی مسلط باشد.

## فرایند
یک روز پس از انتخابات فدرال، نخست‌وزیر وقت، استعفای دولت خود را به پادشاه پیشنهاد می‌کند. سپس پادشاه از دولت مستعفی می‌خواهد که تا تشکیل دولت جدید به عنوان یک دولت موقت کار را ادامه دهد. سپس پادشاه با تعدادی از سیاستمداران برجسته مشورت می‌کند. او معمولاً با رؤسای مجلس نمایندگان و سنا، مهم‌ترین احزاب سیاسی و سایر افراد دارای اهمیت سیاسی و اجتماعی و اقتصادی مشورت می‌کند. پس از رایزنی‌ها، گزارش‌دهنده به پادشاه گزارش می‌دهد تا پادشاه یک فرد مناسب که مسئولیت تشکیل دولت را بر عهده دارد، بیابد. معمولاً این تشکیل‌دهندهٔ دولت فدرال است که سپس نخست‌وزیر می‌شود. معمولاً چندین ماه مذاکره لازم است تا تشکیل‌دهنده آمادهٔ پذیرش دعوت رسمی سلطنتی برای تشکیل دولت شود. طبق قانون اساسی، اعمال پادشاه تنها با امضای یک وزیر معتبر است. به همین دلیل، نخست‌وزیر مستعفی قانون انتصاب نخست‌وزیر جدید را امضا می‌کند و نخست‌وزیر جدید قانون استعفای نخست‌وزیر مستعفی را امضا می‌کند. سپس پادشاه سایر وزرا و وزرای امور خارجهٔ دولت فدرال را منصوب می‌کند و احکام انتصاب آن‌ها توسط نخست‌وزیر امضا می‌شود.

## نخست‌وزیران سابق در قید حیات
- مارک ایسکنس
(۱۹۸۱)
۲۹ آوریل ۱۹۳۳ ‏(۹۱ سال)
- گای ورهوفستات
(۱۹۹۹–۲۰۰۸)
۱۱ آوریل ۱۹۵۳ ‏(۷۲ سال)
- ایو لترم
(۲۰۰۸; ۲۰۰۹–۲۰۱۱)
۶ اکتبر ۱۹۶۰ ‏(۶۴ سال)
- هرمن ون رومپوی
(۲۰۰۸–۲۰۰۹)
۳۱ اکتبر ۱۹۴۷ ‏(۷۷ سال)
- الیو دی روپو
(۲۰۱۱–۲۰۱۴)
۱۸ ژوئیهٔ ۱۹۵۱ ‏(۷۳ سال)
- شارل میشل
(۲۰۱۴–۲۰۱۹)
۲۱ دسامبر ۱۹۷۵ ‏(۴۹ سال)
- سوفی ویلمز
(۲۰۱۹–۲۰۲۰)
۱۵ ژانویهٔ ۱۹۷۵ ‏(۵۰ سال)

## دفتر رسمی
دفتر رسمی نخست‌وزیر در خیابان قانون به شمارهٔ ۱۶ در میان بسیاری از ساختمان‌های برجستهٔ دولت بلژیک و اتحادیهٔ اروپا در مرکز بروکسل و اطراف پارک بروکسل واقع شده‌است. این اقامتگاه شامل کابینهٔ فدرال بلژیک، صدراعظم و شورای وزیران است. این مرکز به عنوان مرکز سیاست بلژیک در نظر گرفته می‌شود. این ساختمان در ابتدا توسط معمار بلژیکی-اتریشی لوئیس جوزف مونتویر طراحی شده‌است. در زمان پادشاهی متحدهٔ هلند (۱۸۱۵–۱۸۳۰)، این ساختمان به عنوان محل وزارت امور خارجه مورد استفاده قرار گرفت. در سال ۱۸۳۰ توسط شاهزاده یوژن لیگن خریداری شد، و از سال ۱۹۴۴، این ساختمان به ملک دولتی تبدیل شد و پس از آن به عنوان محل ملاقات نخست‌وزیر و کابینه‌اش در نظر گرفته شد.
- دفتر نخست‌وزیر بلژیک
- ورودی
- ساختمان (مرکز تصویر)
- زنگ در